# (2266) Tchaïkovski
Pour les articles homonymes, voir Tchaïkovski.
(2266) Tchaïkovski (désignation internationale : (2266) Tchaikovsky) est un astéroïde de la ceinture principale découvert en 1974.
Il a été ainsi baptisé en hommage au compositeur russe Piotr Ilitch Tchaïkovski (1840-1893).

## Compléments